# Thyca astericola
Espèce
Synonymes
- Pileopsis astericola A. Adams & Reeve, 1850[1]
- Thyca (Thyca) astericola (A. Adams & Reeve, 1850)[1]

Thyca astericola est une espèce de petit mollusque gastéropode appartenant au genre Thyca au sein de la famille Eulimidae.

## Description
Le coquillage mesure jusqu'à 6 mm. Il adopte une forme élancée et cônique ; de fines stries s'étendent dans le sens de la longueur. Le bord de la coquille est crénelé. 

## Distribution et habitat
L'holotype de l'espèce a été trouvé dans la mer de Sulu, au nord de Bornéo, sur une étoile de mer. L'espèce est présente dans la partie occidentale de l'océan Pacifique.